# Відтяг (будівництво)

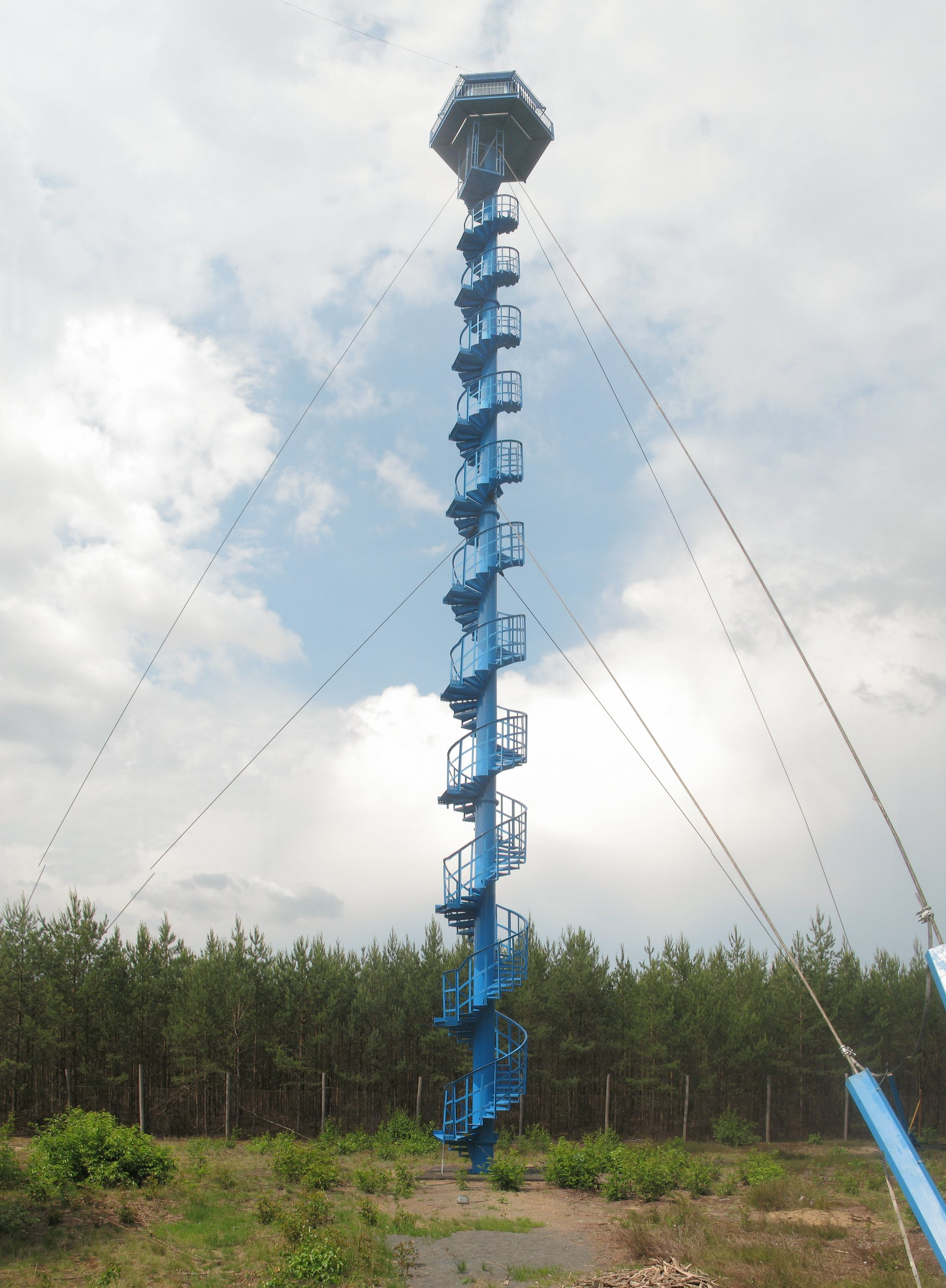
Канатний відтяг на вежі

Канатний відтя́г, канатна відтя́жка (рос. канатная оттяжка; англ. guy-wire or guy-rope, anchor rope; нім. Spannseil n) — канат для розкріплення вежі, мосту чи чогось подібного.
Трос (канат) працює на розтягування і слугує додатковою точкою опори.

## Застосування
Канатна відтяжка ставиться у випадках, коли є небезпека руйнування споруди, з метою запобігти цьому шляхом створення додаткової точки опори (кріплення).
У щоглових спорудах відтяжки розташовуються ярусами. Ярус канатної відтяжки являє собою частину споруди, до якої симетрично кріпляться троси (у більшості випадків три або чотири) так, що горизонтальний компонент суми сил натягу відтягнень, що діють на споруду дорівнює нулю.
Канатний відтяг ставиться також на стовпах без додаткових підпірок на яких ЛЕП міняє свій напрямок або натяг (напр. на крайніх стовпах ЛЕП).

## Галерея
|  |  |  |  |